# Kjersti Tysse Plätzer
Kjersti Tysse Plätzer (Søfteland, 18 januari 1972) is een Noorse snelwandelaarster. Ze nam driemaal deel aan de Olympische Spelen en won hierbij in totaal twee medailles.
Haar eerste grote succes haalde ze bij de Olympische Spelen van 2000 in Sydney waar ze achter de Chinese Liping Wang de zilveren medaille won bij het 20 km snelwandelen. Bij het EK van 2006 in Göteborg en het WK van 2007 in Osaka eindigde ze allebei net buiten het podium op de vierde plaats. Bij de Olympische Spelen van 2008 in Peking herhaalde ze haar grote succes van Sydney 2000, door achter de Russische Olga Kaniskina wederom het zilver voor zich op te eisen.
Kjersti Tysse Plätzer is sinds 1995 getrouwd met Stephan Plätzer, die haar ook coacht. Ze heeft twee kinderen. Ook haar broer Erik Tysse is een internationaal snelwandelaar.

## Titels
- Noors kampioene 3000 m snelwandelen (indoor): 1987, 1995, 1996, 1999, 2000, 2001, 2003
- Noors kampioene 3000 m snelwandelen: 2000, 2001, 2002, 2003, 2004, 2005, 2006
- Noors kampioene 5000 m snelwandelen: 1985, 1986, 1987, 1992, 1994, 1995, 1996, 1998, 1999, 2000, 2001, 2002, 2006
- Noors kampioene 10 km snelwandelen: 1994, 1995, 1998, 1999, 2000, 2001, 2002, 2008
- Noors kampioene 20 km snelwandelen: 1998, 1999, 2004

## Persoonlijke records
Outdoor
| Onderdeel             | Prestatie | Datum            | Plaats       |
| --------------------- | --------- | ---------------- | ------------ |
| 3000 m snelwandelen   | 12.01,91  | 18 augustus 2002 | Sandnes      |
| 5000 m snelwandelen   | 20.37,48  | 7 juli 2001      | Drammen      |
| 10.000 m snelwandelen | 43.21,10  | 18 augustus 2000 | Kristiansand |
| 10 km snelwandelen    | 41.16     | 11 mei 2001      | Os           |
| 20 km snelwandelen    | 1:27.07   | 21 augustus 2008 | Peking       |

Indoor
| Onderdeel           | Prestatie | Datum           | Plaats |
| ------------------- | --------- | --------------- | ------ |
| 3000 m snelwandelen | 11.59,3   | 1 februari 2004 | Liévin |

## Palmares

### 3000 m snelwandelen (indoor)
- 1987: 10e WK indoor - 13.18,35

### 10 km snelwandelen
- 1993: 39e WK
- 1995: 40e WK - 47:57
- 1998: 9e EK

### 20 km snelwandelen
- 1999: 16e Wereldbeker - 1:31.45
- 1999: 9e WK - 1:32.42
- 2000:  OS - 1:29.33
- 2002: 5e Wereldbeker - 1:29.25
- 2003: 6e Europacup - 1:29.36
- 2004: 12e OS - 1:30.49
- 2006: 4e EK - 1:28.45
- 2007: 4e WK - 1:31.24
- 2008 :  OS - 1:27.07